# Emma Lundberg

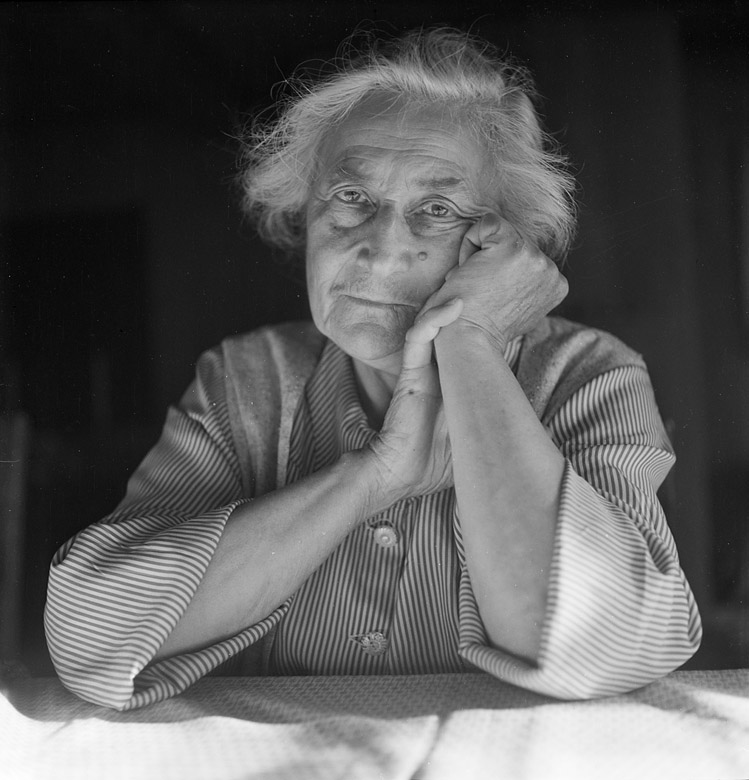
Emma Lundberg 1953
Foto: Pål-Nils Nilsson (dotterson till Emma Lundberg)

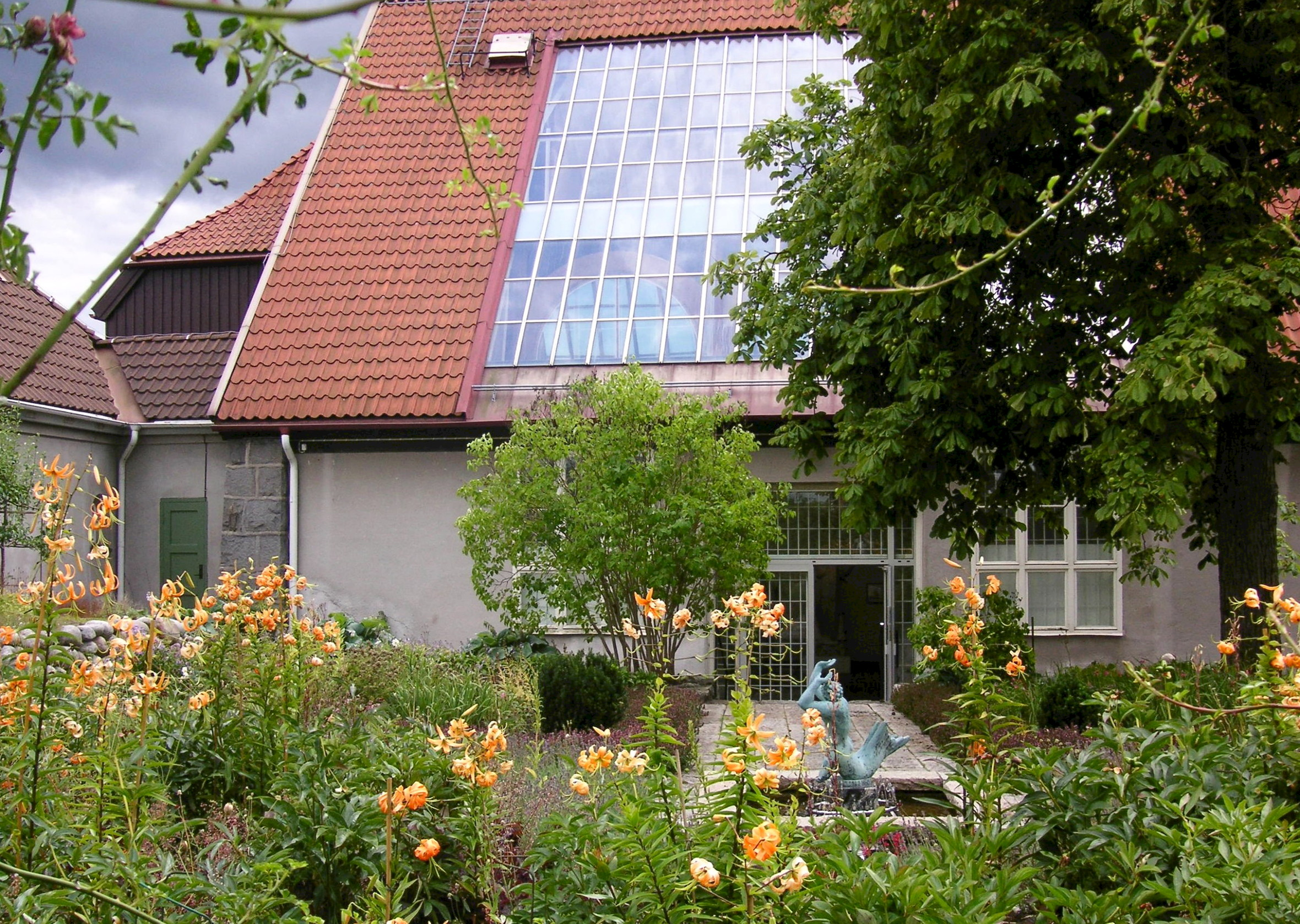
Emma Lundberg-trädgården sommaren 2008

Emma Lovisa Lundberg, född Bong 13 juni 1869 i Kristianstad, död 28 augusti 1953 i Lidingö, var en svensk målare och trädgårdsarkitekt.

## Familj
Emma Lundberg var dotter till bokbindaren Anders Fredrik Bong och Carolina Cecilia Sjöström samt gift med disponenten Carl Theodor Ansgarius Lundberg och mor till geofysikern Hans Lundberg,  arkitekten Erik Lundberg, affärsmannen Sten Lundberg och textilkonstnären Barbro Nilsson.

## Biografi
Emma Lundberg målade huvudsakligen landskapsbilder samt sina fyra barn och sin trädgård, övervägande i akvarell. Inspirationen till trädgårdskonsten kom från hennes barndoms skånska trädgårdar och av den engelska Arts and Crafts-rörelsen. Hon fick en viss vägledning inom konsten av Karl Aspelin och Fredrik Krebs men var till stor del självlärd. Hennes konst består av porträtt, genrebilder, landskap, blommor och trädgårdsbilder. Hon utvecklade idéer om trädgårdsrummets planering, som gjorde henne till en av de tongivande inom svensk trädgårdskonst under första hälften av 1900-talet.
I sin egen trädgård på Lidingö, dit hon flyttade 1910, uttryckte hon allra tydligast sina tankar om trädgården, där fruktträd hade en framträdande roll, liksom en pergola och pioner. Emma Lundberg ansåg att en trädgård både bör anpassas till förutsättningarna på platsen och till den omgivande naturen. Med funktionalismens nya förändrade trädgårdsideal föll hennes idéer i glömska. År 1932  gav hon ut boken Min trädgård. Några akvareller med åtföljande text".
Efter hennes idéer skapades Emma Lundberg-trädgården på Millesgården i Lidingö, som invigdes 1998, det år då Stockholm var Europeisk kulturhuvudstad. På Millesgården hade paret Olga och Carl Milles själva en trädgård av liknande slag med pergola och blomstergård. Emma Lundberg är begravd på Lidingö kyrkogård.